# More Than You Know (chanson d'Axwell Λ Ingrosso)
Pour les articles homonymes, voir More Than You Know.
Singles de Axwell Λ Ingrosso
Renegade
(2017) Dreamer
(2017)
More Than You Know est une chanson du duo de DJ suédois Axwell Λ Ingrosso, avec la participation vocale non-créditée de Kristoffer Fogelmark. Le titre est sorti le 27 mai 2017 et est le dixième extrait de leur album du même nom.
La chanson se classe no 1 en Allemagne et en Autriche, mais également no 2 en Suède, Belgique (Wallonie) et Suisse, ce qui en fait leur plus grand succès.
En octobre 2017 sort un "Latin remix" avec le chanteur colombien Sebastián Yatra et le duo colombien Cali & El Dandee.

## Liste des pistes
| 1. | More Than You Know | 3:23 |

| 1. | More Than You Know (Acoustic) | 3:03 |

| 1. | Más De Lo Que Sabes (More Than You Know) (avec Sebastián Yatra & Cali y El Dandee) | 3:23 |

| 1. | More Than You Know (Marcus Schössow Remix) | 4:27 |
| 2. | More Than You Know (Wiwek Remix)           | 3:48 |
| 3. | More Than You Know (Albin Myers Remix)     | 3:43 |
| 4. | More Than You Know (Candyland Remix)       | 2:40 |
| 5. | More Than You Know (AtellaGali Remix)      | 3:42 |

## Classements hebdomadaires
| Classements (2017-18)                   | Meilleure position |
| --------------------------------------- | ------------------ |
| Allemagne (Media Control AG)            | 1                  |
| Australie (ARIA)                        | 41                 |
| Autriche (Ö3 Austria Top 40)            | 1                  |
| Belgique (Flandre Ultratop 50 Singles)  | 4                  |
| Belgique (Wallonie Ultratop 50 Singles) | 2                  |
| Canada (Hot 100)                        | 52                 |
| Danemark (Tracklisten)                  | 26                 |
| Espagne (PROMUSICAE)                    | 38                 |
| Finlande (Suomen virallinen lista)      | 4                  |
| France (SNEP)                           | 38                 |
| France (SNEP Ventes)                    | 47                 |
| Irlande (IRMA)                          | 10                 |
| Italie (FIMI)                           | 4                  |
| Norvège (VG-lista)                      | 4                  |
| Nouvelle-Zélande (RMNZ)                 | 22                 |
| Pays-Bas (Nederlandse Top 40)           | 3                  |
| Pays-Bas (Single Top 100)               | 14                 |
| Portugal (AFP)                          | 24                 |
| Royaume-Uni (UK Singles Chart)          | 30                 |
| Suède (Sverigetopplistan)               | 2                  |
| Suisse (Schweizer Hitparade)            | 2                  |